# T-37A
T-37A là một loại xe tăng lội nước hạng nhẹ được sản xuất tại Liên Xô (đôi khi một vài tài liệu gọi là xe tăng siêu nhẹ). Trong tài liệu, xe tăng thường được gọi là T-37, nhưng cái tên chính thức này được đặt cho một loại xe tăng khác không vượt ra ngoài giai đoạn nguyên mẫu. T-37A là dòng xe tăng lội nước được sản xuất hàng loạt đầu tiên trên thế giới.
Theo phân loại của Liên Xô năm 1933 "Trên hệ thống trang bị xe tăng của Hồng quân ", nó là xe tăng chủ lực của loại xe tăng trinh sát.
Xe tăng lần đầu được chế tạo vào năm 1932 trên cơ sở một chiếc xe tăng lội nước của công ty Vickers của Anh và những chiếc xe tăng lội nước trước đó do Liên Xô thiết kế. Được sản xuất hàng loạt từ năm 1933 đến năm 1936, sau đó nó được thay thế sản xuất bằng loại T-38 tiên tiến hơn, được phát triển trên cơ sở T-37A. Tổng cộng 2.566 xe tăng T-37A đã được sản xuất trong 4 năm, bao gồm một nguyên mẫu và 75 xe tăng XT-37.
Trong Hồng quân Công nhân và Nông dân, chúng được sử dụng để thực hiện các nhiệm vụ liên lạc, trinh sát và chiến đấu để bảo vệ các đơn vị trên đường hành quân, cũng như trực tiếp hỗ trợ bộ binh trên chiến trường. T-37A được sử dụng đại trà trong chiến dịch Ba Lan của Hồng quân năm 1939 và chiến tranh Liên Xô - Phần Lan 1939-1940. T-37A cũng đã tham gia các trận chiến trong giai đoạn đầu của Chiến tranh Vệ quốc Vĩ đại, nhưng hầu hết chúng đều nhanh chóng bị tiêu diệt. Những chiếc xe tăng còn sót lại duy nhất thuộc loại này đã chiến đấu ở mặt trận cho đến tận năm 1944, và trong các đơn vị huấn luyện và tiểu đơn vị hậu phương, chúng được sử dụng cho đến khi chiến tranh kết thúc.

## Nhà khai thác
- Liên Xô
- Đức Quốc Xã -  Một số lượng nhỏ xe tăng bị bắt đã được sử dụng[4]
- Phần Lan - 29 xe tăng[5]
- Romania - Ít nhất 19 xe tăng[4]
- Hungary -  Một số xe tăng bị bắt[4]
- Thụy Điển - Một chiếc xe tăng do Phần Lan tặng, chỉ để đánh giá ngắn gọn[4]
- Thổ Nhĩ Kỳ - Một xe tăng[5]